# Indolestes luxatus
Indolestes luxatus är en trollsländeart som först beskrevs av Maurits Anne Lieftinck 1932.  Indolestes luxatus ingår i släktet Indolestes och familjen glansflicksländor. Inga underarter finns listade i Catalogue of Life.